# Batz-sur-Mer
Batz-sur-Mer is een gemeente in Frankrijk in het departement Loire-Atlantique in de regio Pays de la Loire. Het is vooral bekend vanwege de zoutwinning. Batz-sur-Mer telde op 1 januari 2022 2.799 inwoners.

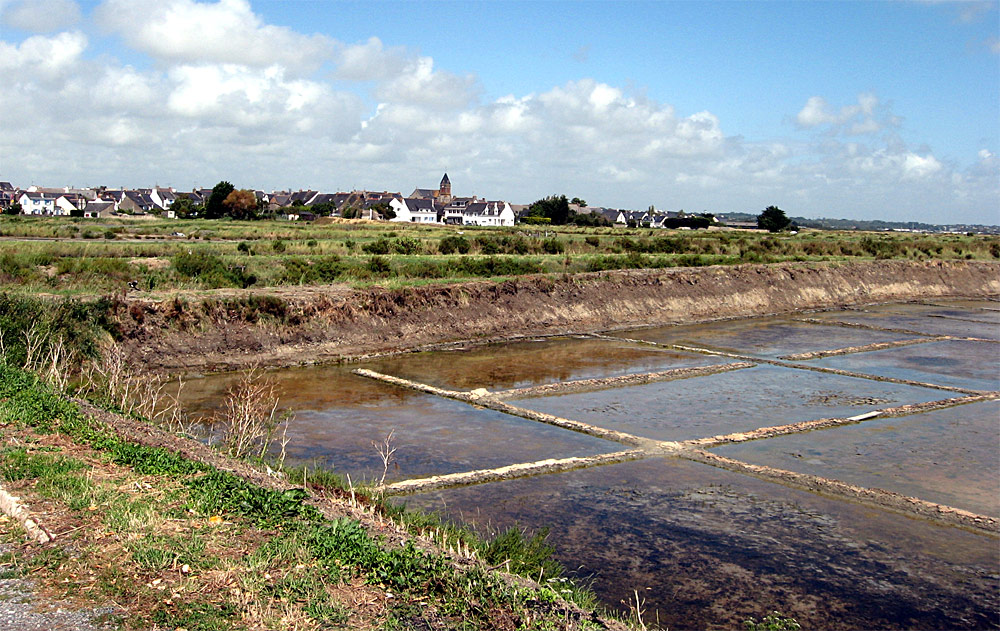
Zoutwinning bij Batz sur Mer

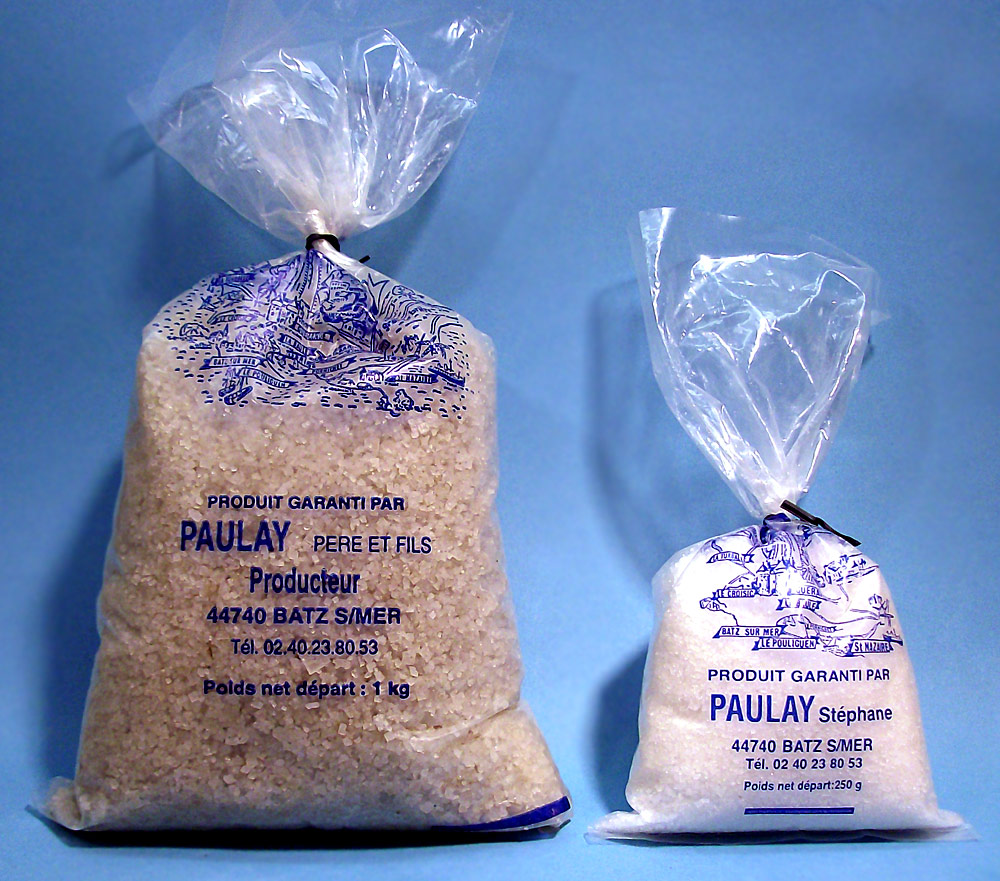
Het grijze zeezout en het witte fleur de sel

Langs de wegen van de uitgestrekte percelen van de marais salant wordt het zout verkocht in twee variaties: het gewone grove zeezout dat grijs van kleur is en het meer kostbare fleur de sel, wit van kleur.
Het plaatselijk museum Musée Intercommunal des Marais Salants is geheel aan de zoutwinning gewijd.

## Geografie
De oppervlakte van Batz-sur-Mer bedroeg op 1 januari 2022 9,27 vierkante kilometer; de bevolkingsdichtheid was toen 301,9 inwoners per km².

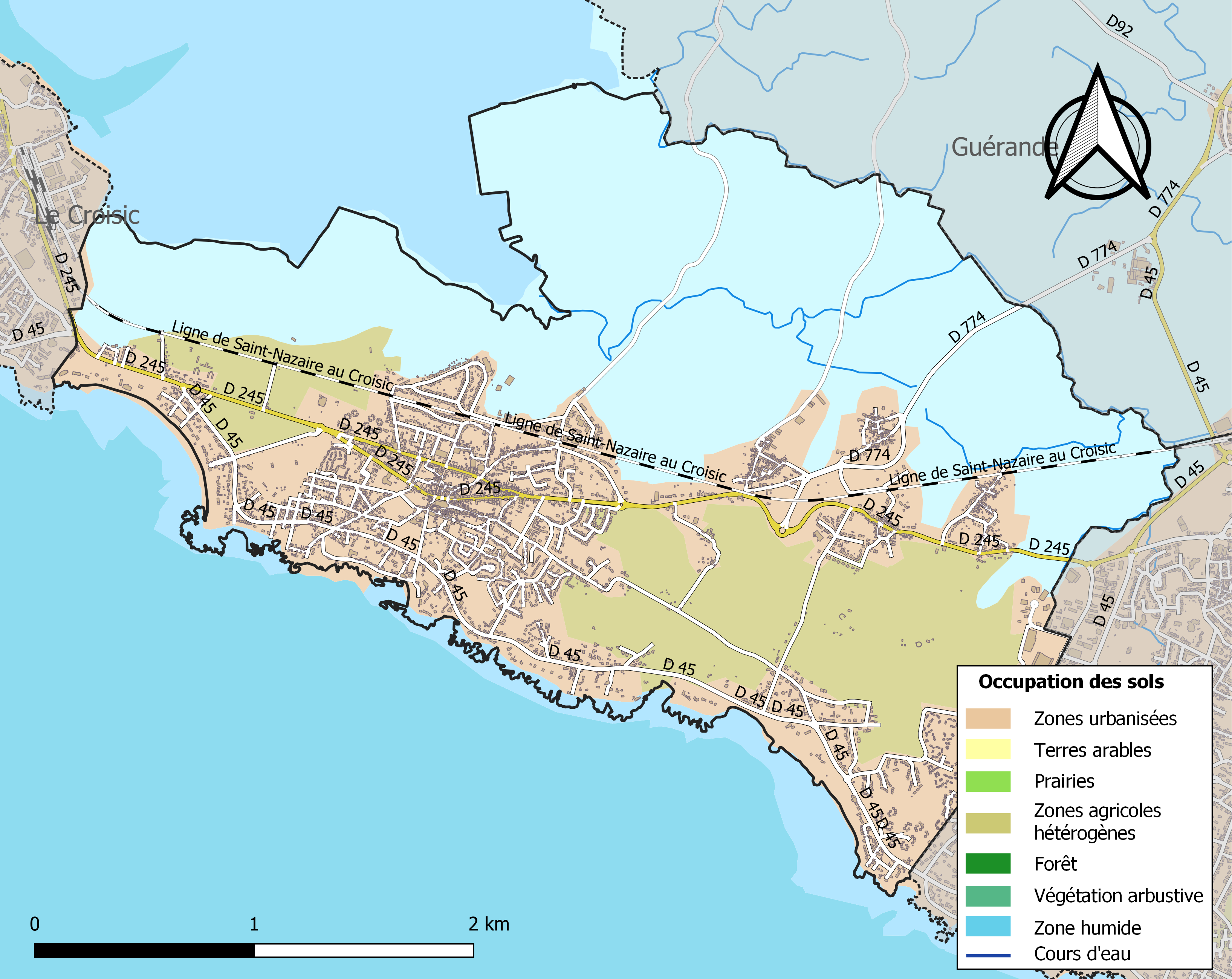
Kaart van de gemeente met de belangrijkste infrastructuur, bodemgebruik en omliggende gemeenten

## Demografie
Onderstaande figuur toont het verloop van het inwonertal (bron: INSEE-tellingen).